# Grand Hustle Records
Grand Hustle Records är ett Atlanta, Georgia-baserat skivbolag, grundat 2003 av Clifford "TI"  Harris och Jason Geter. Etiketten distribueras av Atlantic Records. Skivbolaget har givit ut ett flertal album som blivit platinumcertifierat enligt RIAA.